# 费迪南德·拜厄
费迪南德·拜厄（德語：Ferdinand Beyer，1803年7月25日—1863年5月14日），德国作曲家、钢琴家。作品大都是沙龙风格的钢琴曲，钢琴改编曲。
最重要作品是儿童钢琴入门教程作品101号《钢琴基本教程》（Elementary Instruction Book for the Pianoforte）。这本教程分为两个部分，第一阶段是固定位置的五指练习，第二阶段是音阶练习。大部分曲目都是在C大调和G大调基础上的同一风格的练习，有助于发展手指的独立性和力度。
这本教程在东北亚，拉丁美洲都是最广泛使用的初级教程，大量出版。同时也有很多批评，如音乐性不够，过分强调机械式手指练习，不适用于幼儿，缺乏复调音乐的练习，进入低音谱號的时间太晚等。为了克服这些问题，有针对幼儿的改编教材，或者配合使用的补充教材出版。在欧美很少作为系统的儿童教程使用。